# Mega Python vs. Gatoroid
Pour plus de détails, voir Fiche technique et Distribution.
Mega Python vs. Gatoroid est un téléfilm catastrophe américain réalisé par Mary Lambert, produit par The Asylum et projeté en salle à Austin (Texas) le 15 janvier avant sa diffusion à la télévision le 29 janvier 2011 sur Syfy. La sortie DVD a été faite le 21 juin de la même année.

## Synopsis
Le Dr Nikki Riley vole des pythons dans un laboratoire et les relâche dans les Everglades. Ceux-ci commencent alors à dévorer les alligators de la région. Terry O'Hara, la chef des rangers, engage des chasseurs d'alligators (à qui elle avait interdit la chasse à cause de la population d'alligators qui avait beaucoup chuté) et envoie certains rangers pour tuer les pythons. Son fiancé va aussi à la poursuite des serpents. Plusieurs meurent dont le fiancé de Terry. Pour venger son amour, elle va, avec son amie Angie, donner aux alligators des poulets radioactifs qui les rendront immenses. Ils pondent des œufs dont certains sont dévorés par les pythons qui ont maintenant le même gène que les alligators. Les deux sortes de créatures deviennent alors de géantes et féroces machines à tuer.

## Fiche technique
- Titre original : Mega Python vs. Gatoroid
- Réalisation : Mary Lambert
- Scénario : Naomi L. Selfman
- Direction artistique : Aaron Bautista
- Décors : Greta Moore
- Costumes : Michelle Matteo
- Photographie : Troy Smith
- Montage : Shawn David Thompson
- Musique : Chris Ridenhour
- Production : Paul Bales, Deborah Gibson, David Michael Latt, David Rimawi, Tiffany
- Société de production : The Asylum
- Pays d'origine : États-Unis
- Format : Couleurs - 35 mm - 1,78:1
- Genre : film catastrophe
- Durée : 90 minutes
- Date de sortie : 29 janvier 2011

## Distribution
- Deborah Gibson : Dr Nikki Riley[3]
- Tiffany : Terry O'Hara[3]
- A Martinez : Dr Diego Ortiz
- Kathryn Joosten : Angie
- Kevin M. Horton : RJ Cupelli
- Carey Van Dyke : Justin
- Sarah Belger : Tiffany Fanatic
- Jay Beyers : Matredee Martin
- Harmony Blossom : jolie fille à la fête
- Clint Brink : Johnny le serveur
- Arden Cho : Gia
- Carl Ciarfalio : Billy
- Micky Dolenz : lui-même[4]
- Jeff DuJardin : Jack
- Valerie K. Garcia : Mickey Dolenz Band - Guitar
- Timothy E. Goodwin : hillbilly 1
- Patrick Hancock : Ben
- Jack N. Harding : Hank
- Kylan James : Jordan
- Justin Jones : Armed Party Goer
- Nadejda Klein : journaliste
- Erin Kolpek : journaliste
- Tommy Lukasewicz : Christopher
- Kaiwi Lyman : Tom
- Bob Merrick : Debbie Gibson T-Shirt Protestor
- Chris Neville : Manny
- Travis Seaborn : Jackson
- Robert R. Shafer : Zeke
- Peter Trenholm Smith : Python Victim
- Vanessa Claire Stewart (en) : Contrary Mary
- Christian Villarreal : piéton
- January Welsh : manifestant
- Marissa Welsh : manifestant
- Kristen Wilson : Barbara

## Bande sonore
La bande sonore du film met en vedette les chansons Snake Charmer de Debbie Gibson et Serpentine de Tiffany.

## Accueil
Le téléfilm a été vu par 2,35 millions de téléspectateurs lors de sa première diffusion.